# ستورم بول (ملحن)
ستورم بول (بالإنجليزية: Storm Bull) هو ملحن أمريكي، ولد في 13 أكتوبر 1913، وتوفي في 22 يوليو 2007.